# Blimbing
Blimbing – dzielnica w dystrykcie Malang, w Indonezji. Według danych z 2021 roku liczyła 182 331 mieszkańców i zajmuje powierzchnię prawie 18 km².